# Cleavant Derricks
Cleavant Derricks, Jr. (nacido el 15 de mayo de 1953) es un actor y cantante-compositor estadounidense.

## Filmografía
- Cold Case (2007)
- Wedding Bells (2007)
- Basilisk: the Serpent King (2006)
- The Bernie Mac Show (2002) como Willie.
- World Traveler (2001) como Carl.
- The Practice (2001) como Mr. Lees
- 18 Wheels of Justice (2000) como Harold Baines.
- Charmed (2000) como Cleavant Wilson.
- Touched by an Angel (1999) como Robert.
- Carnival of Souls (1998) como Sid.
- Sliders (1995–2000) como Rembrandt 'Cryin' Man' Brown.
- Something Wilder (1994–1995) como Caleb.
- Thea  (1993–1994) como Charles.
- Woops! (1992)
- Drexell's Class (1991–1992) como George Foster.
- Good Sports (1991) como Jeff Mussberger.
- Sibs (1991)
- L.A. Law (1991) como Mark Wright.
- A Different World (1991) como Larry.
- Roseanne (1989)
- Moonlighting (1987) como Leonard Haven.
- Spenser: For Hire (1987) como Mac Dickerson.
- Bluffing It (1987) como Cal.
- Mickey and Nora (1987) como Marvin.
- The Equalizer (1986) como Sonny Raines.
- Off Beat (1986) como Abe Washington.
- The Slugger's Wife (1985) como Manny Alvarado.
- Miami Vice (1985) como  David Jones.
- Moscow on the Hudson (1984) como Lionel Witherspoon.
- The Ambush Murders (1982)
- Fort Apache the Bronx (1981) como Sospechoso #4
- When Hell Freezes Over, I'll Skate (1979)
- Cindy (1978) como Michael Simpson.

## Discografía
- Dreamgirls: Original Broadway Cast Album (1982)
- Beginnings (1999)
- Brooklyn (2004)